# 22618 Silva Nortica
22618 Silva Nortica là một tiểu hành tinh vành đai chính với chu kỳ quỹ đạo là 1294.0918202 ngày (3.54 năm).
Nó được phát hiện ngày 28 tháng 5 năm 1998.